# Eisenberg (Pfalz)
Eisenberg település Németországban, Rajna-vidék-Pfalz tartományban. Lakosainak száma 9305 fő (2023. december 31.).

## Népesség
A település népességének változása:
| Lakosok száma | 7970 | 9162 | 9295 | 9264 | 9313 | 9362 | 9305 |
|               | 1975 | 2014 | 2017 | 2019 | 2021 | 2022 | 2023 |